# Eukoeneniidae
Eukoeneniidae — родина павукоподібних ряду Кененії (Palpigradi).
За даними Catalogue of Life родина Eukoeneniidae включає у себе 74 види і чотири роди:
- Eukoenenia Börner, 1901
- Allokoenenia Silvestri, 1913
- Koeneniodes Silvestri, 1913
- Leptokoenenia Condé, 1965